# Harald Nordholm
Harald Gustaf Adolf Nordholm, född den 28 november 1903 i Sölvesborg,  död den 23 oktober 1993 i Höllviken, Malmöhus län, var en svensk jurist. Han var bror till Ragnar Nordholm.
Nordholm avlade studentexamen i Lund 1923 och juris kandidatexamen vid Lunds universitet 1929. Han genomförde tingstjänstgöring i Listers domsaga 1929–1932. Nordholm var tillförordnad rådman i Sölvesborg 1931–1932, tillförordnad fiskal i hovrätten över Skåne och Blekinge 1933 (extra ordinarie 1934), tingssekreterare i Ingelstads och Järrestads domsaga 1935, i Bräkne och Listers domsaga 1936–1938, tillförordnad häradshövding där 1939, i Vemmenhögs, Ljunits och Herrestads domsaga 1943, föredragande i statens hyresråd 1944–1945. Nordholm blev adjungerad ledamot av hovrätten över Skåne och Blekinge 1939, assessor där 1942 och revisionssekreterare 1948 (tillförordnad 1945). Han var hovrättsråd 1947 och 1948–1969, vice ordförande på avdelning 1968–1969. Nordholm blev riddare av Nordstjärneorden 1950 och kommendör av samma orden 1965. Han vilar på Rängs kyrkogård.